# Concejo Municipal de Los Ángeles
El Consejo Municipal de Los Ángeles es el órgano legislativo de la ciudad de Los Ángeles. 
El consejo está compuesto por 15 miembros elegidos de distritos, con un miembro por distrito, para períodos de cuatro años. El presidente del consejo y el presidente pro tempore son elegidos por el consejo en la primera reunión ordinaria del mandato (después del 30 de junio en años impares hasta 2017 y el segundo lunes de diciembre en años pares que comienzan en 2020). Un presidente asistente pro tempore es designado por el presidente. A partir de 2015, los miembros del consejo reciben un salario anual de $ 184,610 por año, que se encuentra entre el salario más alto para un miembro de consejo municipal en los Estados Unidos.
Las reuniones regulares del consejo se llevan a cabo en el Ayuntamiento los martes, miércoles y viernes a las 10 a. m. excepto en días festivos o si se decide por resolución especial.
Un calendario anual actual (de julio a junio) de todas las reuniones del Consejo, desglosado por comité, está disponible como descarga .pdf en la Oficina del Secretario de la Ciudad.

## Miembros actuales
Oficiales:

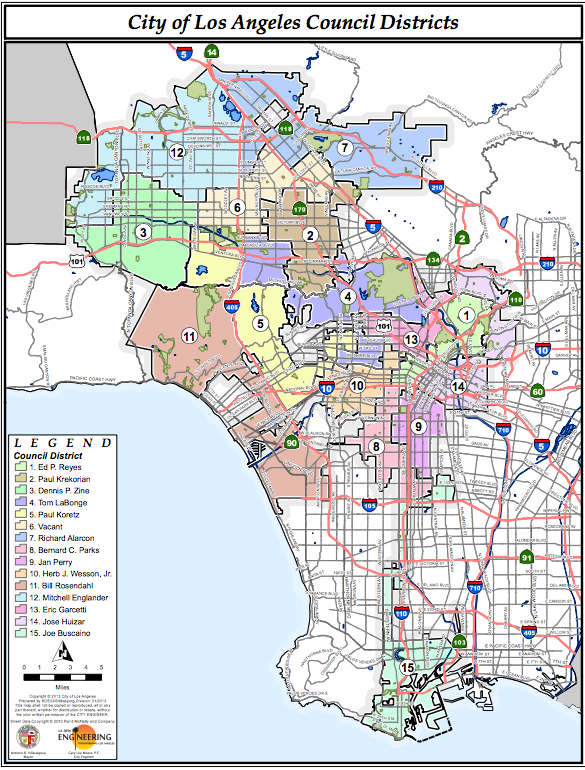
Distritos Concejales actuales (no refleja los miembros actuales)

- Presidente del Consejo: Nury Martinez
- Presidente Pro Tempore: Joe Buscaino
- Asistente Presidente Pro Tempore: David Ryu

| Distrito | Nombre                   | Partido (oficialmente no partidista) |
| -------- | ------------------------ | ------------------------------------ |
| 1        | Gil Cedillo              | Democrático                          |
| 2        | Paul Krekorian           | Democrático                          |
| 3        | Bob Blumenfield          | Democrático                          |
| 4        | David Ryu                | Democrático                          |
| 5        | Paul Koretz              | Democrático                          |
| 6        | Nury Martinez            | Democrático                          |
| 7        | Mónica Rodríguez         | Democrático                          |
| 8        | Marqueece Harris-Dawson  | Democrático                          |
| 9        | Precio actual            | Democrático                          |
| 10       | Hierba Wesson            | Democrático                          |
| 11       | Mike Bonin               | Democrático                          |
| 12       | John Lee                 | Independiente                        |
| 13       | Mitch O'Farrell          | Democrático                          |
| 14       | José Huizar (suspendido) | Democrático                          |
| 15       | Joe Buscaino             | Democrático                          |

## Cargos criminales
José Huizar del Distrito 14, fue arrestado y acusado en un tribunal federal de varias acusaciones de corrupción. Un exconcejal espera la sentencia.

## Concejos pasados

### 1850–89 (Consejo común)
La ciudad de Los Ángeles fue gobernada por un Consejo Común (en inglés: Common Council) de siete miembros bajo la ley general del estado desde 1850 hasta 1889, cuando se puso en vigencia una carta de ciudad. 

### 1889–1909 (nueve distritos)
Bajo la primera carta de la ciudad, otorgada por la Legislatura en 1889, la ciudad se dividió en nueve distritos (en inglés: wards), con un concejal elegido de cada uno por mayoría. La primera elección bajo ese sistema se celebró el 21 de febrero de 1889 y la última el 4 de diciembre de 1906. 
Los términos de dos años para el Ayuntamiento comenzaron y terminaron en diciembre, excepto el primer período, que comenzó en febrero de 1889 y terminó en diciembre de 1890. El mandato se alargó a tres años, efectivo con la elección municipal del 4 de diciembre de 1906, que fue el último año que este sistema de distritos estuvo en uso. 

### 1909–25 (en general)
Entre 1909 y 1925, el consejo estaba compuesto por nueve miembros elegidos en general en un sistema de votación de primer orden . La membresía del Consejo en esos años fue la siguiente: 

#### 1909–11
Población de la ciudad en 1910: 319,200 
Elección: 7 de diciembre de 1909 / Plazo: 10 de diciembre de 1909 al 13 de diciembre de 1911 
- Josiah J. Andrews
- Martin F. Betkouski
- Miles S. Gregory
- Robert Martin Lusk, presidente de 22 de marzo de 1910
- Thomas L. O'Brien
- Richmond Plant (resignó el 13 de febrero de 1910)
  - George Hadley Stewart (elección especial del 30 de junio de 1910)
- William Johnson Washburn
- George Williams
- John Downey Works, presidente (resignó el 22 de marzo de 1910)
  - Frederick J. Whiffen (elección especial del 30 de junio de 1910)

#### 1911–13
Elección: 5 de diciembre de 1911 / Plazo: 13 de diciembre de 1911 al 1 de julio de 1913 
- George Williams, presidente
- Josiah J. Andrews
- Martin F. Betkouski
- Frederick C. Langdon
- Robert Martin Lusk (murió el 21 de febrero de 1913)
  - Wesley J. Bryant (designado el 11 de marzo de 1913)
- Charles McKenzie
- Haines W. Reed
- John Topham
- Frederick J. Whiffen

#### 1913–15
Elección: 3 de junio de 1913 / Plazo: julio de 1913 a julio de 1915 
- Frederick J. Whiffen, presidente
- Martin F. Betkouski
- Wesley J. Bryant
- James Simpson Conwell
- Frederick C. Langdon
- Charles McKenzie (murió el 30 de marzo de 1914)
  - William A. Roberts (designado el 6 de febrero de 1914)
- Haines W. Reed (resignó el 6 de febrero de 1914)
  - George Williams (designado el 6 de febrero de 1914)
- John William Snowden
- Frederick C. Wheeler

- Frederick J. Whiffen, president
- Martin F. Betkouski
- Wesley J. Bryant
- James Simpson Conwell
- Frederick C. Langdon
- Charles McKenzie (died 3/30/1914)
  - William A. Roberts (appointed 4/4/1914)
- Haines W. Reed (resigned 2/6/1914)
  - George Williams (appointed 2/6/1914)
- John William Snowden
- Frederick C. Wheeler

#### 1915–17
Elección: 1 de junio de 1915 / Plazo: julio de 1915 a julio de 1917 
- Martin F. Betkouski, presidente
- Robert T. Brain
- James Simpson Conwell
- Frederick C. Langdon
- Estelle Lawton Lindsey
- William A. Roberts
- John Topham (removido el 18 de abril de 1917)
  - Michael Thomas Collins (designado el 18 de abril de 1917)
- Frederick C. Wheeler
- Foster C. Wright

- Martin F. Betkouski, president
- Robert T. Brain
- James Simpson Conwell
- Frederick C. Langdon
- Estelle Lawton Lindsey
- William A. Roberts
- John Topham (removed 4/18/1917)
  - Michael Thomas Collins (appointed 4/18/1917)
- Frederick C. Wheeler
- Foster C. Wright

#### 1917-19
Elección: 5 de junio de 1917 / Plazo: julio de 1917 a julio de 1919 
- Frank Lincoln Cleaveland
- Othello Parker Conaway
- Albert B. Conrad
- James Simpson Conwell, president (murió el 15 de diciembre de 1917)
  - Frank Harwood True (designado el 3 de enero de 1918)
- Ralph Luther Criswell
- Bert L. Farmer, presidente desde el 3 de enero de 1918
- Walter Mallard
- Neal P. Olson
- John Benjamin Reeves

- Frank Lincoln Cleaveland
- Othello Parker Conaway
- Albert B. Conrad
- James Simpson Conwell, president (died 12/15/1917)
  - Frank Harwood True (appointed 1/3/1918)
- Ralph Luther Criswell
- Bert L. Farmer, president from 1/3/1918
- Walter Mallard
- Neal P. Olson
- John Benjamin Reeves

#### 1919–21
Población de la ciudad en 1920: 576,700 
Elección: 3 de junio de 1919 / Plazo: 7 de julio de 1919 al 5 de julio de 1921 
- Othello Parker Conaway
- Ralph Luther Criswell
- Bert L. Farmer
- Alexander Patterson Fleming (murió el 15 de diciembre de 1920)
  - Edward J. Delorey
- Frederick C. Langdon
- Walter Mallard
- Winfred J. Sanborn
- Frederick C. Wheeler
- Boyle Workman, presidente

- Othello Parker Conaway
- Ralph Luther Criswell
- Bert L. Farmer
- Alexander Patterson Fleming (died 12/15/1920)
  - Edward J. Delorey
- Frederick C. Langdon
- Walter Mallard
- Winfred J. Sanborn
- Frederick C. Wheeler
- Boyle Workman, president

#### 1921–23
Elección: 7 de junio de 1921 / Término: julio de 1921 a julio de 1923 
- Robert M. Allen
- Othello Parker Conaway
- Ralph Luther Criswell, presidente
- Frederick C. Langdon
- Walter Mallard
- William C. Mushet
- Winfred J. Sanborn
- Robert Stewart Sparks
- Frederick C. Wheeler

- Robert M. Allen
- Othello Parker Conaway
- Ralph Luther Criswell, president
- Frederick C. Langdon
- Walter Mallard
- William C. Mushet
- Winfred J. Sanborn
- Robert Stewart Sparks
- Frederick C. Wheeler

#### 1923–25
Elección: 5 de junio de 1923 / Plazo: julio de 1923 a julio de 1925 
- Robert M. Allen
- Edwin Baker
- Ralph Luther Criswell
- Miles S. Gregory
- Walter Mallard
- William C. Mushet
- Winfred J. Sanborn
- Frederick C. Wheeler
- Boyle Workman, presidente

- Robert M. Allen
- Edwin Baker
- Ralph Luther Criswell
- Miles S. Gregory
- Walter Mallard
- William C. Mushet
- Winfred J. Sanborn
- Frederick C. Wheeler
- Boyle Workman, president

### 1925 y después (15 distritos)
Los plazos regulares comienzan el 1 de julio de los años impares hasta 2017 y el segundo lunes de diciembre de los años pares a partir de 2020. 
| Año  | Distrito                   | Distrito             | Distrito              | Distrito          | Distrito              | Distrito            | Distrito              | Distrito                | Distrito                  | Distrito                   | Distrito                     | Distrito                          | Distrito                         | Distrito               | Distrito            |
| Año  | 1                          | 2                    | 3                     | 4                 | 5                     | 6                   | 7                     | 8                       | 9                         | 10                         | 11                           | 12                                | 13                               | 14                     | 15                  |
| ---- | -------------------------- | -------------------- | --------------------- | ----------------- | --------------------- | ------------------- | --------------------- | ----------------------- | ------------------------- | -------------------------- | ---------------------------- | --------------------------------- | -------------------------------- | ---------------------- | ------------------- |
| 1925 | Charles Randall            | Robert M. Allan      | Isaac F. Hughes       | Boyle Workman     | Robert Stewart Sparks | Edward E. Moore     | Ralph Luther Criswell | Frank L. Shaw           | Winfred J. Sanborn        | Charles Downs/Otto J. Zahn | Peirson M. Hall              | A. J. Barnes                      | Joseph Fitzpatrick/Carl Jacobson | Isaac Colton Ash       | Charles J. Colden   |
| 1926 | Charles Randall            | Robert M. Allan      | Isaac F. Hughes       | Boyle Workman     | Robert Stewart Sparks | Edward E. Moore     | Ralph Luther Criswell | Frank L. Shaw           | Winfred J. Sanborn        | Otto J. Zahn               | Peirson M. Hall              | A. J. Barnes                      | Carl Jacobson                    | Isaac Colton Ash       | Charles J. Colden   |
| 1927 | Charles Randall            | Arthur Alber         | Ernest L. Webster     | William M. Hughes | Virgil A. Martin      | Lester R. Rice-Wray | Howard W. Davis       | Frank L. Shaw           | Winfred J. Sanborn        | E. Snapper Ingram          | Peirson M. Hall              | Douglas Eads Foster               | Carl Jacobson                    | William George Bonelli | Charles J. Colden   |
| 1928 | Charles Randall            | Arthur Alber         | Ernest L. Webster     | William M. Hughes | Virgil A. Martin      | James G. McAllister | Howard W. Davis       | Evan Lewis              | Winfred J. Sanborn        | E. Snapper Ingram          | Peirson M. Hall              | Douglas Eads Foster               | Carl Jacobson                    | William George Bonelli | Charles J. Colden   |
| 1929 | Charles Randall            | Thomas F. Cooke      | Ernest L. Webster     | Robert L. Burns   | Virgil A. Martin      | James G. McAllister | Howard W. Davis       | Evan Lewis              | Winfred J. Sanborn        | E. Snapper Ingram          | J. C. Barthel                | Thomas W. Williams                | Carl Jacobson                    | Charles A. Holland     | A. E. Henning       |
| 1930 | Charles Randall            | Thomas F. Cooke      | Ernest L. Webster     | Robert L. Burns   | Virgil A. Martin      | James G. McAllister | Howard W. Davis       | Evan Lewis              | Winfred J. Sanborn        | E. Snapper Ingram          | J. C. Barthel                | Thomas W. Williams                | Carl Jacobson                    | Charles A. Holland     | A. E. Henning       |
| 1931 | Charles Randall            | James M. Hyde        | James S. McKnight     | Robert L. Burns   | Roy Donley            | James G. McAllister | Howard W. Davis       | Evan Lewis              | George W. C. Baker        | E. Snapper Ingram          | Clarence E. Coe              | Thomas Francis Ford               | Carl Jacobson                    | Edward L. Thrasher     | A. E. Henning       |
| 1932 | Charles Randall            | James M. Hyde        | James S. McKnight     | Robert L. Burns   | Roy Donley            | James G. McAllister | Howard W. Davis       | Evan Lewis              | George W. C. Baker        | E. Snapper Ingram          | Clarence E. Coe              | Thomas Francis Ford               | Carl Jacobson                    | Edward L. Thrasher     | A. E. Henning       |
| 1933 | Jim Wilson                 | James M. Hyde        | Stephen W. Cunningham | Robert L. Burns   | Byron B. Brainard     | Earl C. Gay         | Howard W. Davis       | Evan Lewis              | George W. C. Baker        | E. Snapper Ingram          | Charles Winchester Breedlove | James T. Carroll/John Baumgartner | Darwin William Tate              | Edward L. Thrasher     | Franklin P. Buyer   |
| 1934 | Jim Wilson                 | James M. Hyde        | Stephen W. Cunningham | Robert L. Burns   | Byron B. Brainard     | Earl C. Gay         | Howard W. Davis       | Evan Lewis              | George W. C. Baker        | E. Snapper Ingram          | Robert S. MacAlister         | John Baumgartner                  | Darwin William Tate              | Edward L. Thrasher     | Franklin P. Buyer   |
| 1935 | Jim Wilson                 | James M. Hyde        | Stephen W. Cunningham | Robert L. Burns   | Byron B. Brainard     | Earl C. Gay         | Will H. Kindig        | Evan Lewis              | Parley Parker Christensen | G. Vernon Bennett          | Robert S. MacAlister         | John Baumgartner                  | Darwin William Tate              | Edward L. Thrasher     | Franklin P. Buyer   |
| 1936 | Jim Wilson                 | James M. Hyde        | Stephen W. Cunningham | Robert L. Burns   | Byron B. Brainard     | Earl C. Gay         | Will H. Kindig        | Evan Lewis              | Parley Parker Christensen | G. Vernon Bennett          | Robert S. MacAlister         | John Baumgartner                  | Darwin William Tate              | Edward L. Thrasher     | Franklin P. Buyer   |
| 1937 | Jim Wilson                 | James M. Hyde        | Stephen W. Cunningham | Robert L. Burns   | Byron B. Brainard     | Earl C. Gay         | Howard W. Davis       | Evan Lewis              | Howard E. Dorsey          | G. Vernon Bennett          | Robert S. MacAlister         | John Baumgartner                  | Darwin William Tate              | Edward L. Thrasher     | Franklin P. Buyer   |
| 1937 | Jim Wilson                 | James M. Hyde        | Stephen W. Cunningham | Robert L. Burns   | Byron B. Brainard     | Earl C. Gay         | Howard W. Davis       | Evan Lewis              | Winfred J. Sanborn        | G. Vernon Bennett          | Robert S. MacAlister         | John Baumgartner                  | Darwin William Tate              | Edward L. Thrasher     | Franklin P. Buyer   |
| 1938 | Jim Wilson                 | James M. Hyde        | Stephen W. Cunningham | Robert L. Burns   | Byron B. Brainard     | Earl C. Gay         | Howard W. Davis       | Evan Lewis              |                           | G. Vernon Bennett          | Robert S. MacAlister         | John Baumgartner                  | Darwin William Tate              | Edward L. Thrasher     | Franklin P. Buyer   |
| 1939 | Jim Wilson                 | Norris J. Nelson     | Stephen W. Cunningham | Robert L. Burns   | Arthur E. Briggs      | Earl C. Gay         | Carl C. Rasmussen     | Evan Lewis              | Parley Parker Christensen | G. Vernon Bennett          | Harold Harby                 | John Baumgartner                  | Roy Hampton                      | Edward L. Thrasher     | Wilder W. Hartley   |
| 1940 | Jim Wilson                 | Norris J. Nelson     | Stephen W. Cunningham | Robert L. Burns   | Arthur E. Briggs      | Earl C. Gay         | Carl C. Rasmussen     | Evan Lewis              | Parley Parker Christensen | G. Vernon Bennett          | Harold Harby                 | John Baumgartner                  | Roy Hampton                      | Edward L. Thrasher     | Wilder W. Hartley   |
| 1941 | Delamere Francis McCloskey | Norris J. Nelson     | J. Win Austin         | Robert L. Burns   | Ira J. McDonald       | Earl C. Gay         | Carl C. Rasmussen     | Charles A. Allen        | Parley Parker Christensen | G. Vernon Bennett          | Harold Harby                 | John Baumgartner                  | Roy Hampton                      | Edward L. Thrasher     | Wilder W. Hartley   |
| 1942 | Delamere Francis McCloskey | Norris J. Nelson     | J. Win Austin         | Robert L. Burns   | Ira J. McDonald       | Earl C. Gay         | Carl C. Rasmussen     | Charles A. Allen        | Parley Parker Christensen | G. Vernon Bennett          | Dave Stannard                | John Baumgartner                  | Roy Hampton                      | Edward L. Thrasher     | Wilder W. Hartley   |
| 1943 | Delamere Francis McCloskey | Lloyd G. Davies      | J. Win Austin         | Robert L. Burns   | Ira J. McDonald       | Earl C. Gay         | Carl C. Rasmussen     | Charles A. Allen        | Parley Parker Christensen | G. Vernon Bennett          | Harold Harby                 | John Baumgartner                  | Ned R. Healy                     | John C. Holland        | George H. Moore     |
| 1944 | Delamere Francis McCloskey | Lloyd G. Davies      | J. Win Austin         | Robert L. Burns   | Ira J. McDonald       | Earl C. Gay         | Carl C. Rasmussen     | Charles A. Allen        | Parley Parker Christensen | G. Vernon Bennett          | Harold Harby                 | John Baumgartner                  | Ned R. Healy                     | John C. Holland        | George H. Moore     |
| 1945 | Leland S. Warburton        | Lloyd G. Davies      | J. Win Austin         | Harold A. Henry   | George P. Cronk       | L. E. Timberlake    | Carl C. Rasmussen     | Charles A. Allen        | Parley Parker Christensen | G. Vernon Bennett          | Harold Harby                 | Ed. J. Davenport                  | Meade McClanahan                 | John C. Holland        | George H. Moore     |
| 1946 | Leland S. Warburton        | Lloyd G. Davies      | J. Win Austin         | Harold A. Henry   | George P. Cronk       | L. E. Timberlake    | Carl C. Rasmussen     | Charles A. Allen        | Parley Parker Christensen | G. Vernon Bennett          | Harold Harby                 | Ed. J. Davenport                  | John R. Roden                    | John C. Holland        | George H. Moore     |
| 1947 | Leland S. Warburton        | Lloyd G. Davies      | J. Win Austin         | Harold A. Henry   | George P. Cronk       | L. E. Timberlake    | Don A. Allen          | Kenneth Hahn            | Parley Parker Christensen | G. Vernon Bennett          | Harold Harby                 | Ed. J. Davenport                  | Ernest E. Debs                   | John C. Holland        | George H. Moore     |
| 1948 | Leland S. Warburton        | Lloyd G. Davies      | J. Win Austin         | Harold A. Henry   | George P. Cronk       | L. E. Timberlake    | Don A. Allen          | Kenneth Hahn            | Parley Parker Christensen | G. Vernon Bennett          | Harold Harby                 | Ed. J. Davenport                  | Ernest E. Debs                   | John C. Holland        | George H. Moore     |
| 1949 | Leland S. Warburton        | Lloyd G. Davies      | J. Win Austin         | Harold A. Henry   | George P. Cronk       | L. E. Timberlake    | Don A. Allen          | Kenneth Hahn            | Edward R. Roybal          | G. Vernon Bennett          | Harold Harby                 | Ed. J. Davenport                  | Ernest E. Debs                   | John C. Holland        | George H. Moore     |
| 1950 | Leland S. Warburton        | Lloyd G. Davies      | J. Win Austin         | Harold A. Henry   | George P. Cronk       | L. E. Timberlake    | Don A. Allen          | Kenneth Hahn            | Edward R. Roybal          | G. Vernon Bennett          | Harold Harby                 | Ed. J. Davenport                  | Ernest E. Debs                   | John C. Holland        | George H. Moore     |
| 1951 | Leland S. Warburton        | Earle D. Baker       | J. Win Austin         | Harold A. Henry   | George P. Cronk       | L. E. Timberlake    | Don A. Allen          | Kenneth Hahn            | Edward R. Roybal          | Charles Navarro            | Harold Harby                 | Ed. J. Davenport                  | Ernest E. Debs                   | John C. Holland        | John S. Gibson, Jr. |
| 1952 | Leland S. Warburton        | Earle D. Baker       | J. Win Austin         | Harold A. Henry   | George P. Cronk       | L. E. Timberlake    | Don A. Allen          | Kenneth Hahn            | Edward R. Roybal          | Charles Navarro            | Harold Harby                 | Ed. J. Davenport                  | Ernest E. Debs                   | John C. Holland        | John S. Gibson, Jr. |
| 1953 | Everett G. Burkhalter      | Earle D. Baker       | Robert M. Wilkinson   | Harold A. Henry   | Rosalind Wiener Wyman | L. E. Timberlake    | Don A. Allen          | Gordon Hahn             | Edward R. Roybal          | Charles Navarro            | Harold Harby                 | Harriett Davenport                | Ernest E. Debs                   | John C. Holland        | John S. Gibson, Jr. |
| 1954 | Everett G. Burkhalter      | Earle D. Baker       | Robert M. Wilkinson   | Harold A. Henry   | Rosalind Wiener Wyman | L. E. Timberlake    | Don A. Allen          | Gordon Hahn             | Edward R. Roybal          | Charles Navarro            | Harold Harby                 | Harriett Davenport                | Ernest E. Debs                   | John C. Holland        | John S. Gibson, Jr. |
| 1955 | Everett G. Burkhalter      | Earle D. Baker       | Robert M. Wilkinson   | Harold A. Henry   | Rosalind Wiener Wyman | L. E. Timberlake    | Don A. Allen          | Gordon Hahn             | Edward R. Roybal          | Charles Navarro            | Harold Harby                 | Ransom M. Callicott               | Ernest E. Debs                   | John C. Holland        | John S. Gibson, Jr. |
| 1956 | Everett G. Burkhalter      | Earle D. Baker       | Robert M. Wilkinson   | Harold A. Henry   | Rosalind Wiener Wyman | L. E. Timberlake    | Don A. Allen          | Gordon Hahn             | Edward R. Roybal          | Charles Navarro            | Harold Harby                 | Ransom M. Callicott               | Ernest E. Debs                   | John C. Holland        | John S. Gibson, Jr. |
| 1957 | Everett G. Burkhalter      | Earle D. Baker       | Patrick D. McGee      | Harold A. Henry   | Rosalind Wiener Wyman | L. E. Timberlake    | James C. Corman       | Gordon Hahn             | Edward R. Roybal          | Charles Navarro            | Karl L. Rundberg             | Ransom M. Callicott               | Ernest E. Debs                   | John C. Holland        | John S. Gibson, Jr. |
| 1958 | Everett G. Burkhalter      | Earle D. Baker       | Patrick D. McGee      | Harold A. Henry   | Rosalind Wiener Wyman | L. E. Timberlake    | James C. Corman       | Gordon Hahn             | Edward R. Roybal          | Charles Navarro            | Karl L. Rundberg             | Ransom M. Callicott               | Ernest E. Debs                   | John C. Holland        | John S. Gibson, Jr. |
| 1959 | Everett G. Burkhalter      | C. Lemoine Blanchard | Patrick D. McGee      | Harold A. Henry   | Rosalind Wiener Wyman | L. E. Timberlake    | James C. Corman       | Gordon Hahn             | Edward R. Roybal          | Charles Navarro            | Karl L. Rundberg             | Ransom M. Callicott               | James Harvey Brown               | John C. Holland        | John S. Gibson, Jr. |
| 1960 | Everett G. Burkhalter      | C. Lemoine Blanchard | Patrick D. McGee      | Harold A. Henry   | Rosalind Wiener Wyman | L. E. Timberlake    | James C. Corman       | Gordon Hahn             | Edward R. Roybal          | Charles Navarro            | Karl L. Rundberg             | Ransom M. Callicott               | James Harvey Brown               | John C. Holland        | John S. Gibson, Jr. |
| 1961 | Everett G. Burkhalter      | C. Lemoine Blanchard | Thomas D. Shepard     | Harold A. Henry   | Rosalind Wiener Wyman | L. E. Timberlake    | Ernani Bernardi       | Gordon Hahn             | Edward R. Roybal          | Joe E. Hollingsworth       | Karl L. Rundberg             | Ransom M. Callicott               | James Harvey Brown               | John C. Holland        | John S. Gibson, Jr. |
| 1962 | Everett G. Burkhalter      | C. Lemoine Blanchard | Thomas D. Shepard     | Harold A. Henry   | Rosalind Wiener Wyman | L. E. Timberlake    | Ernani Bernardi       | Gordon Hahn             | Edward R. Roybal          | Joe E. Hollingsworth       | Karl L. Rundberg             | John P. Cassidy                   | James Harvey Brown               | John C. Holland        | John S. Gibson, Jr. |
| 1963 | Louis R. Nowell            | James B. Potter, Jr. | Thomas D. Shepard     | Harold A. Henry   | Rosalind Wiener Wyman | L. E. Timberlake    | Ernani Bernardi       | Billy G. Mills          | Gilbert W. Lindsay        | Thomas Bradley             | Karl L. Rundberg             | John P. Cassidy                   | James Harvey Brown               | John C. Holland        | John S. Gibson, Jr. |
| 1964 | Louis R. Nowell            | James B. Potter, Jr. | Thomas D. Shepard     | Harold A. Henry   | Rosalind Wiener Wyman | L. E. Timberlake    | Ernani Bernardi       | Billy G. Mills          | Gilbert W. Lindsay        | Thomas Bradley             | Karl L. Rundberg             | John P. Cassidy                   | James Harvey Brown               | John C. Holland        | John S. Gibson, Jr. |
| 1965 | Louis R. Nowell            | James B. Potter, Jr. | Thomas D. Shepard     | Harold A. Henry   | Edmund D. Edelman     | L. E. Timberlake    | Ernani Bernardi       | Billy G. Mills          | Gilbert W. Lindsay        | Thomas Bradley             | Marvin Braude                | John P. Cassidy                   | Paul H. Lamport                  | John C. Holland        | John S. Gibson, Jr. |
| 1966 | Louis R. Nowell            | James B. Potter, Jr. | Thomas D. Shepard     | John Ferraro      | Edmund D. Edelman     | L. E. Timberlake    | Ernani Bernardi       | Billy G. Mills          | Gilbert W. Lindsay        | Thomas Bradley             | Marvin Braude                | John P. Cassidy                   | Paul H. Lamport                  | John C. Holland        | John S. Gibson, Jr. |
| 1967 | Louis R. Nowell            | James B. Potter, Jr. | Thomas D. Shepard     | John Ferraro      | Edmund D. Edelman     | L. E. Timberlake    | Ernani Bernardi       | Billy G. Mills          | Gilbert W. Lindsay        | Thomas Bradley             | Marvin Braude                | Robert M. Wilkinson               | Paul H. Lamport                  | Arthur K. Snyder       | John S. Gibson, Jr. |
| 1968 | Louis R. Nowell            | James B. Potter, Jr. | Thomas D. Shepard     | John Ferraro      | Edmund D. Edelman     | L. E. Timberlake    | Ernani Bernardi       | Billy G. Mills          | Gilbert W. Lindsay        | Thomas Bradley             | Marvin Braude                | Robert M. Wilkinson               | Paul H. Lamport                  | Arthur K. Snyder       | John S. Gibson, Jr. |
| 1969 | Louis R. Nowell            | James B. Potter, Jr. | Don Lorenzen          | John Ferraro      | Edmund D. Edelman     | Pat Russell         | Ernani Bernardi       | Billy G. Mills          | Gilbert W. Lindsay        | Thomas Bradley             | Marvin Braude                | Robert M. Wilkinson               | Robert Stevenson                 | Arthur K. Snyder       | John S. Gibson, Jr. |
| 1970 | Louis R. Nowell            | James B. Potter, Jr. | Don Lorenzen          | John Ferraro      | Edmund D. Edelman     | Pat Russell         | Ernani Bernardi       | Billy G. Mills          | Gilbert W. Lindsay        | Thomas Bradley             | Marvin Braude                | Robert M. Wilkinson               | Robert Stevenson                 | Arthur K. Snyder       | John S. Gibson, Jr. |
| 1971 | Louis R. Nowell            | Joel Wachs           | Don Lorenzen          | John Ferraro      | Edmund D. Edelman     | Pat Russell         | Ernani Bernardi       | Billy G. Mills          | Gilbert W. Lindsay        | Thomas Bradley             | Marvin Braude                | Robert M. Wilkinson               | Robert Stevenson                 | Arthur K. Snyder       | John S. Gibson, Jr. |
| 1972 | Louis R. Nowell            | Joel Wachs           | Don Lorenzen          | John Ferraro      | Edmund D. Edelman     | Pat Russell         | Ernani Bernardi       | Billy G. Mills          | Gilbert W. Lindsay        | Thomas Bradley             | Marvin Braude                | Robert M. Wilkinson               | Robert Stevenson                 | Arthur K. Snyder       | John S. Gibson, Jr. |
| 1973 | Louis R. Nowell            | Joel Wachs           | Don Lorenzen          | John Ferraro      | Edmund D. Edelman     | Pat Russell         | Ernani Bernardi       | Billy G. Mills          | Gilbert W. Lindsay        | David S. Cunningham, Jr.   | Marvin Braude                | Robert M. Wilkinson               | Robert Stevenson                 | Arthur K. Snyder       | John S. Gibson, Jr. |
| 1974 | Louis R. Nowell            | Joel Wachs           | Don Lorenzen          | John Ferraro      | Edmund D. Edelman     | Pat Russell         | Ernani Bernardi       | Robert C. Farrell       | Gilbert W. Lindsay        | David S. Cunningham, Jr.   | Marvin Braude                | Robert M. Wilkinson               | Robert Stevenson                 | Arthur K. Snyder       | John S. Gibson, Jr. |
| 1975 | Louis R. Nowell            | Joel Wachs           | Don Lorenzen          | John Ferraro      | Zev Yaroslavsky       | Pat Russell         | Ernani Bernardi       | Robert C. Farrell       | Gilbert W. Lindsay        | David S. Cunningham, Jr.   | Marvin Braude                | Robert M. Wilkinson               | Peggy Stevenson                  | Arthur K. Snyder       | John S. Gibson, Jr. |
| 1976 | Louis R. Nowell            | Joel Wachs           | Don Lorenzen          | John Ferraro      | Zev Yaroslavsky       | Pat Russell         | Ernani Bernardi       | Robert C. Farrell       | Gilbert W. Lindsay        | David S. Cunningham, Jr.   | Marvin Braude                | Robert M. Wilkinson               | Peggy Stevenson                  | Arthur K. Snyder       | John S. Gibson, Jr. |
| 1977 | Bob Ronka                  | Joel Wachs           | Joy Picus             | John Ferraro      | Zev Yaroslavsky       | Pat Russell         | Ernani Bernardi       | Robert C. Farrell       | Gilbert W. Lindsay        | David S. Cunningham, Jr.   | Marvin Braude                | Robert M. Wilkinson               | Peggy Stevenson                  | Arthur K. Snyder       | John S. Gibson, Jr. |
| 1978 | Bob Ronka                  | Joel Wachs           | Joy Picus             | John Ferraro      | Zev Yaroslavsky       | Pat Russell         | Ernani Bernardi       | Robert C. Farrell       | Gilbert W. Lindsay        | David S. Cunningham, Jr.   | Marvin Braude                | Robert M. Wilkinson               | Peggy Stevenson                  | Arthur K. Snyder       | John S. Gibson, Jr. |
| 1979 | Bob Ronka                  | Joel Wachs           | Joy Picus             | John Ferraro      | Zev Yaroslavsky       | Pat Russell         | Ernani Bernardi       | Robert C. Farrell       | Gilbert W. Lindsay        | David S. Cunningham, Jr.   | Marvin Braude                | Hal Bernson                       | Peggy Stevenson                  | Arthur K. Snyder       | John S. Gibson, Jr. |
| 1980 | Bob Ronka                  | Joel Wachs           | Joy Picus             | John Ferraro      | Zev Yaroslavsky       | Pat Russell         | Ernani Bernardi       | Robert C. Farrell       | Gilbert W. Lindsay        | David S. Cunningham, Jr.   | Marvin Braude                | Hal Bernson                       | Peggy Stevenson                  | Arthur K. Snyder       | John S. Gibson, Jr. |
| 1981 | Howard Finn                | Joel Wachs           | Joy Picus             | John Ferraro      | Zev Yaroslavsky       | Pat Russell         | Ernani Bernardi       | Robert C. Farrell       | Gilbert W. Lindsay        | David S. Cunningham, Jr.   | Marvin Braude                | Hal Bernson                       | Peggy Stevenson                  | Arthur K. Snyder       | Joan Milke Flores   |
| 1982 | Howard Finn                | Joel Wachs           | Joy Picus             | John Ferraro      | Zev Yaroslavsky       | Pat Russell         | Ernani Bernardi       | Robert C. Farrell       | Gilbert W. Lindsay        | David S. Cunningham, Jr.   | Marvin Braude                | Hal Bernson                       | Peggy Stevenson                  | Arthur K. Snyder       | Joan Milke Flores   |
| 1983 | Howard Finn                | Joel Wachs           | Joy Picus             | John Ferraro      | Zev Yaroslavsky       | Pat Russell         | Ernani Bernardi       | Robert C. Farrell       | Gilbert W. Lindsay        | David S. Cunningham, Jr.   | Marvin Braude                | Hal Bernson                       | Peggy Stevenson                  | Arthur K. Snyder       | Joan Milke Flores   |
| 1984 | Howard Finn                | Joel Wachs           | Joy Picus             | John Ferraro      | Zev Yaroslavsky       | Pat Russell         | Ernani Bernardi       | Robert C. Farrell       | Gilbert W. Lindsay        | David S. Cunningham, Jr.   | Marvin Braude                | Hal Bernson                       | Peggy Stevenson                  | Arthur K. Snyder       | Joan Milke Flores   |
| 1985 | Howard Finn                | Joel Wachs           | Joy Picus             | John Ferraro      | Zev Yaroslavsky       | Pat Russell         | Ernani Bernardi       | Robert C. Farrell       | Gilbert W. Lindsay        | David S. Cunningham, Jr.   | Marvin Braude                | Hal Bernson                       | Michael Woo                      | Richard Alatorre       | Joan Milke Flores   |
| 1986 | Howard Finn                | Joel Wachs           | Joy Picus             | John Ferraro      | Zev Yaroslavsky       | Pat Russell         | Ernani Bernardi       | Robert C. Farrell       | Gilbert W. Lindsay        | David S. Cunningham, Jr.   | Marvin Braude                | Hal Bernson                       | Michael Woo                      | Richard Alatorre       | Joan Milke Flores   |
| 1987 | Gloria Molina              | Joel Wachs           | Joy Picus             | John Ferraro      | Zev Yaroslavsky       | Ruth Galanter       | Ernani Bernardi       | Robert C. Farrell       | Gilbert W. Lindsay        | Nate Holden                | Marvin Braude                | Hal Bernson                       | Michael Woo                      | Richard Alatorre       | Joan Milke Flores   |
| 1988 | Gloria Molina              | Joel Wachs           | Joy Picus             | John Ferraro      | Zev Yaroslavsky       | Ruth Galanter       | Ernani Bernardi       | Robert C. Farrell       | Gilbert W. Lindsay        | Nate Holden                | Marvin Braude                | Hal Bernson                       | Michael Woo                      | Richard Alatorre       | Joan Milke Flores   |
| 1989 | Gloria Molina              | Joel Wachs           | Joy Picus             | John Ferraro      | Zev Yaroslavsky       | Ruth Galanter       | Ernani Bernardi       | Robert C. Farrell       | Gilbert W. Lindsay        | Nate Holden                | Marvin Braude                | Hal Bernson                       | Michael Woo                      | Richard Alatorre       | Joan Milke Flores   |
| 1990 | Gloria Molina              | Joel Wachs           | Joy Picus             | John Ferraro      | Zev Yaroslavsky       | Ruth Galanter       | Ernani Bernardi       | Robert C. Farrell       | Gilbert W. Lindsay        | Nate Holden                | Marvin Braude                | Hal Bernson                       | Michael Woo                      | Richard Alatorre       | Joan Milke Flores   |
| 1991 | Gloria Molina              | Joel Wachs           | Joy Picus             | John Ferraro      | Zev Yaroslavsky       | Ruth Galanter       | Ernani Bernardi       | Robert C. Farrell       | Gilbert W. Lindsay        | Nate Holden                | Marvin Braude                | Hal Bernson                       | Michael Woo                      | Richard Alatorre       | Joan Milke Flores   |
| 1992 | Mike Hernandez             | Joel Wachs           | Joy Picus             | John Ferraro      | Zev Yaroslavsky       | Ruth Galanter       | Ernani Bernardi       | Mark Ridley-Thomas      | Rita Walters              | Nate Holden                | Marvin Braude                | Hal Bernson                       | Michael Woo                      | Richard Alatorre       | Joan Milke Flores   |
| 1993 | Mike Hernandez             | Joel Wachs           | Laura Chick           | John Ferraro      | Zev Yaroslavsky       | Ruth Galanter       | Ernani Bernardi       | Mark Ridley-Thomas      | Rita Walters              | Nate Holden                | Marvin Braude                | Hal Bernson                       | Michael Woo                      | Richard Alatorre       | Joan Milke Flores   |
| 1994 | Mike Hernandez             | Joel Wachs           | Laura Chick           | John Ferraro      | Zev Yaroslavsky       | Ruth Galanter       | Richard Alarcón       | Mark Ridley-Thomas      | Rita Walters              | Nate Holden                | Marvin Braude                | Hal Bernson                       | Jackie Goldberg                  | Richard Alatorre       | Rudy Svorinich      |
| 1995 | Mike Hernandez             | Joel Wachs           | Laura Chick           | John Ferraro      | Michael Feuer         | Ruth Galanter       | Richard Alarcón       | Mark Ridley-Thomas      | Rita Walters              | Nate Holden                | Marvin Braude                | Hal Bernson                       | Jackie Goldberg                  | Richard Alatorre       | Rudy Svorinich      |
| 1996 | Mike Hernandez             | Joel Wachs           | Laura Chick           | John Ferraro      | Michael Feuer         | Ruth Galanter       | Richard Alarcón       | Mark Ridley-Thomas      | Rita Walters              | Nate Holden                | Marvin Braude                | Hal Bernson                       | Jackie Goldberg                  | Richard Alatorre       | Rudy Svorinich      |
| 1997 | Mike Hernandez             | Joel Wachs           | Laura Chick           | John Ferraro      | Michael Feuer         | Ruth Galanter       | Richard Alarcón       | Mark Ridley-Thomas      | Rita Walters              | Nate Holden                | Cindy Miscikowski            | Hal Bernson                       | Jackie Goldberg                  | Richard Alatorre       | Rudy Svorinich      |
| 1998 | Mike Hernandez             | Joel Wachs           | Laura Chick           | John Ferraro      | Michael Feuer         | Ruth Galanter       | Richard Alarcón       | Mark Ridley-Thomas      | Rita Walters              | Nate Holden                | Cindy Miscikowski            | Hal Bernson                       | Jackie Goldberg                  | Richard Alatorre       | Rudy Svorinich      |
| 1999 | Mike Hernandez             | Joel Wachs           | Laura Chick           | John Ferraro      | Michael Feuer         | Ruth Galanter       | Alex Padilla          | Mark Ridley-Thomas      | Rita Walters              | Nate Holden                | Cindy Miscikowski            | Hal Bernson                       | Jackie Goldberg                  | Nick Pacheco           | Rudy Svorinich      |
| 2000 | Mike Hernandez             | Joel Wachs           | Laura Chick           | John Ferraro      | Michael Feuer         | Ruth Galanter       | Alex Padilla          | Mark Ridley-Thomas      | Rita Walters              | Nate Holden                | Cindy Miscikowski            | Hal Bernson                       | Jackie Goldberg                  | Nick Pacheco           | Rudy Svorinich      |
| 2001 | Ed Reyes                   | Joel Wachs           | Dennis Zine           | Tom LaBonge       | Jack Weiss            | Ruth Galanter       | Alex Padilla          | Mark Ridley-Thomas      | Jan Perry                 | Nate Holden                | Cindy Miscikowski            | Hal Bernson                       | Eric Garcetti                    | Nick Pacheco           | Janice Hahn         |
| 2002 | Ed Reyes                   | Wendy Greuel         | Dennis Zine           | Tom LaBonge       | Jack Weiss            | Ruth Galanter       | Alex Padilla          | Mark Ridley-Thomas      | Jan Perry                 | Nate Holden                | Cindy Miscikowski            | Hal Bernson                       | Eric Garcetti                    | Nick Pacheco           | Janice Hahn         |
| 2003 | Ed Reyes                   | Wendy Greuel         | Dennis Zine           | Tom LaBonge       | Jack Weiss            | Tony Cardenas       | Alex Padilla          | Bernard Parks           | Jan Perry                 | Martin Ludlow              | Cindy Miscikowski            | Greig Smith                       | Eric Garcetti                    | Antonio Villaraigosa   | Janice Hahn         |
| 2004 | Ed Reyes                   | Wendy Greuel         | Dennis Zine           | Tom LaBonge       | Jack Weiss            | Tony Cardenas       | Alex Padilla          | Bernard Parks           | Jan Perry                 | Martin Ludlow              | Cindy Miscikowski            | Greig Smith                       | Eric Garcetti                    | Antonio Villaraigosa   | Janice Hahn         |
| 2005 | Ed Reyes                   | Wendy Greuel         | Dennis Zine           | Tom LaBonge       | Jack Weiss            | Tony Cardenas       | Alex Padilla          | Bernard Parks           | Jan Perry                 | Herb Wesson                | Bill Rosendahl               | Greig Smith                       | Eric Garcetti                    | José Huizar            | Janice Hahn         |
| 2006 | Ed Reyes                   | Wendy Greuel         | Dennis Zine           | Tom LaBonge       | Jack Weiss            | Tony Cardenas       | Alex Padilla          | Bernard Parks           | Jan Perry                 | Herb Wesson                | Bill Rosendahl               | Greig Smith                       | Eric Garcetti                    | José Huizar            | Janice Hahn         |
| 2007 | Ed Reyes                   | Wendy Greuel         | Dennis Zine           | Tom LaBonge       | Jack Weiss            | Tony Cardenas       | Richard Alarcón       | Bernard Parks           | Jan Perry                 | Herb Wesson                | Bill Rosendahl               | Greig Smith                       | Eric Garcetti                    | José Huizar            | Janice Hahn         |
| 2008 | Ed Reyes                   | Wendy Greuel         | Dennis Zine           | Tom LaBonge       | Jack Weiss            | Tony Cardenas       | Richard Alarcón       | Bernard Parks           | Jan Perry                 | Herb Wesson                | Bill Rosendahl               | Greig Smith                       | Eric Garcetti                    | José Huizar            | Janice Hahn         |
| 2009 | Ed Reyes                   | Wendy Greuel         | Dennis Zine           | Tom LaBonge       | Paul Koretz           | Tony Cardenas       | Richard Alarcón       | Bernard Parks           | Jan Perry                 | Herb Wesson                | Bill Rosendahl               | Greig Smith                       | Eric Garcetti                    | José Huizar            | Janice Hahn         |
| 2010 | Ed Reyes                   | Paul Krekorian       | Dennis Zine           | Tom LaBonge       | Paul Koretz           | Tony Cardenas       | Richard Alarcón       | Bernard Parks           | Jan Perry                 | Herb Wesson                | Bill Rosendahl               | Greig Smith                       | Eric Garcetti                    | José Huizar            | Janice Hahn         |
| 2011 | Ed Reyes                   | Paul Krekorian       | Dennis Zine           | Tom LaBonge       | Paul Koretz           | Tony Cardenas       | Richard Alarcón       | Bernard Parks           | Jan Perry                 | Herb Wesson                | Bill Rosendahl               | Mitchell Englander                | Eric Garcetti                    | José Huizar            | Janice Hahn         |
| 2012 | Ed Reyes                   | Paul Krekorian       | Dennis Zine           | Tom LaBonge       | Paul Koretz           | Tony Cardenas       | Richard Alarcón       | Bernard Parks           | Jan Perry                 | Herb Wesson                | Bill Rosendahl               | Mitchell Englander                | Eric Garcetti                    | José Huizar            | Joe Buscaino        |
| 2013 | Gil Cedillo                | Paul Krekorian       | Bob Blumenfield       | Tom LaBonge       | Paul Koretz           | Nury Martinez       | Felipe Fuentes        | Bernard Parks           | Curren Price              | Herb Wesson                | Mike Bonin                   | Mitchell Englander                | Mitch O'Farrell                  | José Huizar            | Joe Buscaino        |
| 2014 | Gil Cedillo                | Paul Krekorian       | Bob Blumenfield       | Tom LaBonge       | Paul Koretz           | Nury Martinez       | Felipe Fuentes        | Bernard Parks           | Curren Price              | Herb Wesson                | Mike Bonin                   | Mitchell Englander                | Mitch O'Farrell                  | José Huizar            | Joe Buscaino        |
| 2015 | Gil Cedillo                | Paul Krekorian       | Bob Blumenfield       | David Ryu         | Paul Koretz           | Nury Martinez       | Felipe Fuentes        | Marqueece Harris-Dawson | Curren Price              | Herb Wesson                | Mike Bonin                   | Mitchell Englander                | Mitch O'Farrell                  | José Huizar            | Joe Buscaino        |
| 2016 | Gil Cedillo                | Paul Krekorian       | Bob Blumenfield       | David Ryu         | Paul Koretz           | Nury Martinez       | Felipe Fuentes        | Marqueece Harris-Dawson | Curren Price              | Herb Wesson                | Mike Bonin                   | Mitchell Englander                | Mitch O'Farrell                  | José Huizar            | Joe Buscaino        |
| 2017 | Gil Cedillo                | Paul Krekorian       | Bob Blumenfield       | David Ryu         | Paul Koretz           | Nury Martinez       | Monica Rodríguez      | Marqueece Harris-Dawson | Curren Price              | Herb Wesson                | Mike Bonin                   | Mitchell Englander                | Mitch O'Farrell                  | José Huizar            | Joe Buscaino        |
| 2018 | Gil Cedillo                | Paul Krekorian       | Bob Blumenfield       | David Ryu         | Paul Koretz           | Nury Martinez       | Monica Rodríguez      | Marqueece Harris-Dawson | Curren Price              | Herb Wesson                | Mike Bonin                   | Mitchell Englander                | Mitch O'Farrell                  | José Huizar            | Joe Buscaino        |
| 2019 | Gil Cedillo                | Paul Krekorian       | Bob Blumenfield       | David Ryu         | Paul Koretz           | Nury Martinez       | Monica Rodríguez      | Marqueece Harris-Dawson | Curren Price              | Herb Wesson                | Mike Bonin                   | Greig Smith                       | Mitch O'Farrell                  | José Huizar            | Joe Buscaino        |
| 2019 | Gil Cedillo                | Paul Krekorian       | Bob Blumenfield       | David Ryu         | Paul Koretz           | Nury Martinez       | Monica Rodríguez      | Marqueece Harris-Dawson | Curren Price              | Herb Wesson                | Mike Bonin                   | John Lee                          | Mitch O'Farrell                  | José Huizar            | Joe Buscaino        |
| Year | 1                          | 2                    | 3                     | 4                 | 5                     | 6                   | 7                     | 8                       | 9                         | 10                         | 11                           | 12                                | 13                               | 14                     | 15                  |
| Year | District                   |                      |                       |                   |                       |                     |                       |                         |                           |                            |                              |                                   |                                  |                        |                     |